# Adobe Systems
«Adobe Systems», Адобі Системс, (від назви річки Адобі, що бігла позаду будинку засновника Джона Варнока) — американська компанія, що займається розробкою програмного забезпечення базована в Сан-Хосе, Каліфорнія, що була заснована у грудні 1982 року Джоном Варноком й Чарлзом Гешке. Вони заснували компанію після того, як звільнилися з Xerox, де працювали над проєктом Xerox PARC, щоб розвинути і почати продавати PostScript. Компанія Adobe зіграла визначну роль у революції комп'ютерних публікацій, коли Apple Computer проліцензувала PostScript для використання в принтері LaserWriter, що вийшов 1985 року.
Adobe придбала свого колишнього конкурента Macromedia у грудні 2005 року.
На початку 2006 року на Adobe працювало 5200 осіб, з яких приблизно 40% працюють у Сан Хосе. Adobe також має офіси у Сієтлі, Сан Франциско, Міннеаполісі, Ньютоні (Массачусетс) у США; Ноїда і Бангалор у Індії; у Оттаві у Канаді; Гамбург у Німеччині.

## Історія

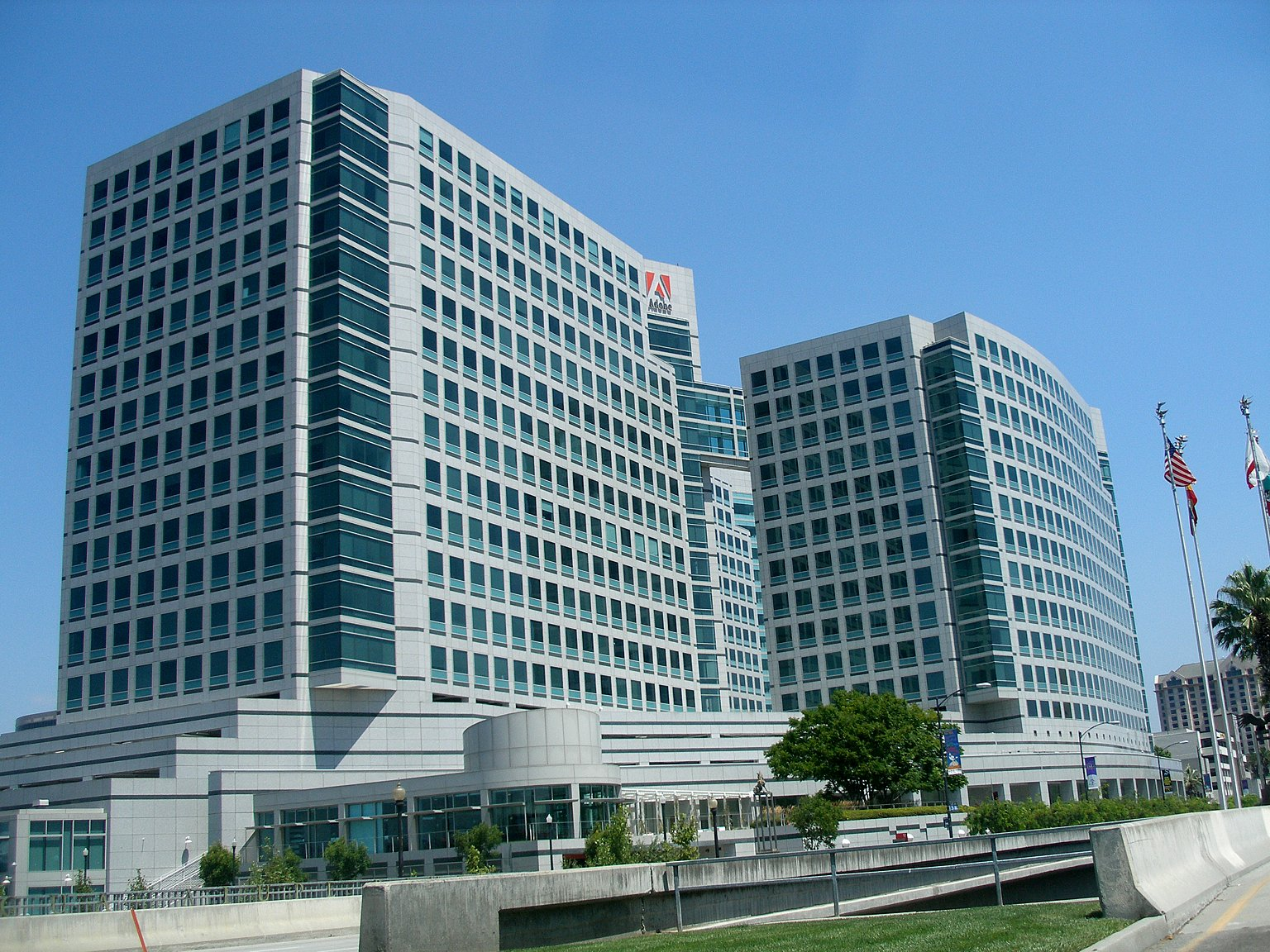
Головний офіс у Сан-Хосе — Кремнієвій долині

Наступний продукт Adobe після PostScript були цифрові шрифти. Робота зі шрифтами продовжилася в 1996-му коли разом з Microsoft було анонсовано формат шрифтів OpenType, і у 2003-му Adobe завершила переведення шрифтів на OpenType.
В середині 80-х Adobe розпочала продаж Adobe Illustrator, програмного продукту, що дозволяв працювати із векторною графікою, для платформи Macintosh. Ілюстратор виріс з їх першої шрифтової програми. Додатково, він допоміг поширити лазерні принтери, що підтримували PostScript. Illustrator був кращим за рідну програму Apple — MacDraw (стандартну графічну програму Macintosh).
Illustrator був кроком до флагмана компанії — Adobe Photoshop для Macintosh (для Windows Adobe Photoshop став доступним тільки з версії 2.7), що був анонсований у 1989 році. Програма була дуже якісною та стабільною, і Adobe, використовуючи вільні ресурси, активно просувала її на ринок, зрештою досягнувши успіху.
Щоправда, компанія допускала і помилки:
- вона не спромоглася розробити власну публікаційну програму (desktop publishing (DTP) program), що дало змогу Aldus разом зі своїм продуктом Aldus PageMaker в 1985 та компанії Quark із продуктом QuarkXPress у 1987 роках зайняти ранні напрями на ринку DTP;
- випустила повну версію Adobe Illustrator для проєкту Стіва Джобса NeXT, але обмежену версію для Windows.

Ліцензійні виплати за PostScript допомогли компанії пережити важкі часи в кінці 80-х і на початку 90-х років і, як це сталося з Microsoft, спокійно розвивати свої програми й згодом скупити своїх конкурентів. Вийшовши на ринок Windows-застосунків, Adobe зустріла сильного конкурента Corel, що в той час розпочав війну з Microsoft, просуваючи свій WordPerfect (був придбаний у Novell), — продукт-конкурент Microsoft Word. Війна з Microsoft була програна й Adobe міцно закріпилася на ринку. У 1994 році Adobe придбала компанію Aldus, що привело до появи програми Adobe PageMaker і графічного формату TIFF. У 1995 Adobe купує Frame Technologies з їх продуктом для створення технічної документації та великих інформаційно містких документів FrameMaker.
Останні зусилля Adobe сконцентровані на файловому форматі PDF (Portable Document Format). Продажі Adobe Acrobat були невеликі, але компанія продовжувала інвестувати гроші в цей формат, вбачаючи прибуток у майбутньому. Ці плани виправдалися і PDF формат став загальним у застосунках для верстки.
18 квітня 2005 року Adobe оголосила про придбання компанії Macromedia, що привело до зростання ціни компанії на ринку цінних паперів.
У вересні 2022 року зявилась інформація, що Adobe та Figma планують злиття. Однак, у грудні 2023 року компанії Adobe та Figma оголосили про припинення попередньо оголошеної угоди про злиття.

## Розслідування
В червні 2023 року, Антимонопольні органи Європи планують розпочати офіційне розслідування угоди між програмним гігантом Adobe і хмарною дизайнерською платформою Figma. Це розслідування може тривати кілька місяців і може призвести до скасування угоди на $20 млрд. Цей хід з боку ЄС свідчить про зростаюче занепокоєння регуляторів щодо можливого придушення конкуренції великими технологічними компаніями, які здійснюють поглинання менш інноваційних конкурентів. У своїй заяві, надісланій Reuters, Adobe зазначила, що перебуває на початковому етапі регулювання і проводить конструктивні обговорення з регуляторами у Великій Британії, ЄС та США, тоді як Figma очікує продовження переговорів. Раніше британський регулятор з конкуренції оголосив про розгляд угоди між Adobe та Figma, а Міністерство юстиції США вже готує антимонопольний позов з метою його блокування.

## Програми
| Поточні - Adobe Central Output Server - Adobe Creative Suite професійний набір програм для роботи із графікою - Adobe Acrobat поширена програма швидкого створення, розповсюдження і редагування PDF файлів - Adobe Bridge програма для перегляду і сортування зображень та іншої медіа інформації - Adobe GoLive програма створення і публікації вебсайтів - Adobe Illustrator професійний редактор векторної графіки - Adobe InDesign програма для верстки та макетування - Adobe Photoshop (включає: Adobe ImageReady) редактор растрової графіки, продукт, що найкраще продається - Adobe Stock Photos організація фотографій - Adobe Version Cue система контролю версій, що входить до складу Adobe Creative Suite - Adobe Document Server - Adobe Document Policy Server - Adobe eBook Reader програма читання електронних книг - Adobe Flash Player плейєр комп'ютерної анімації - Adobe Flex програма для розробки інтернет-сторінок, що базуються на технології Флеш. - Adobe Fonts програма для створення шрифтів - Adobe Form Manager - Adobe Form Server - Adobe FrameMaker програма для верстки та макетування технічної документації - Adobe InCopy текстовий редактор - Adobe Lightroom (Beta) програма для роботи із фотографіями - Adobe LiveCycle Barcoded Forms - Adobe LiveCycle Designer - Adobe LiveCycle Document Security - Adobe LiveCycle Reader Extensions (попередньо Document Server for Reader Extensions and other names) - Adobe LiveCycle Forms (попередньо Form Server) - Adobe LiveCycle Form Manager - Adobe LiveCycle Policy Server - Adobe LiveCycle Workflow - Adobe Output Designer - Adobe PageMaker програма для створення сторінок, готових до друку - Adobe PDF JobReady - Adobe Photoshop Album менеджер фотографій - Adobe Photoshop Album Starter Edition менеджер фотографій - Adobe Photoshop Elements програма для створення та редагування малюнків з підтримкою цифрових фотоапаратів та відеокамер. - Adobe Premiere Elements - Adobe Reader поширена програма читання PDF-файлів - Adobe Source Libraries [Архівовано 4 квітня 2021 у Wayback Machine.] (Open Source) - Adobe SVG Viewer програма перегляду SVG-файлів - Adobe Production Studio - Adobe After Effects - Adobe Audition - Adobe Encore DVD - Adobe Premiere Pro - Adobe Web Output Pak - Digital Negative Specification файловий формат | Нещодавно придбані - Macromedia Studio - Macromedia Dreamweaver програма для створення вебсайтів - Macromedia Flash програма для створення анімації - Macromedia Fireworks - Macromedia Contribute - Macromedia FlashPaper - Macromedia Flash Media Server - Macromedia Breeze - Macromedia ColdFusion серверна програма для вебсайтів - Macromedia Director - Macromedia Authorware - Macromedia FreeHand чистий html-редактор - Macromedia Robohelp - Macromedia Captivate - Macromedia Shockwave - Macromedia JRun - Macromedia HomeSite - Macromedia Fontographer - Macromedia Central - Macromedia FlashCast - Macromedia Web Publishing System | Програми, що зняті з виробництва - Adobe Atmosphere - Adobe Dimensions - Adobe ImageStyler - Adobe InProduction - Adobe LiveMotion - Adobe PageMill - Adobe Persuasion - Adobe PhotoDeluxe - Adobe PressReady - Adobe PressWise - Adobe SiteMill - Adobe Streamline - Adobe Transcript - Adobe TrapWise - Adobe Type Manager Deluxe — менеджер шрифтів - Adobe TypeAlign - Adobe TypeReunion — утиліта для контролю шрифтового меню |

### Інформація
- Adobe Systems Incorporated Company Profile. Yahoo!. Архів оригіналу за 25 червня 2013. Процитовано 14 серпня 2006.